# Kiss Endre (zenész)
Kiss Endre Zsolt (Miskolc, 1970. szeptember 21.) zenész. A Hooligans dobosa.

## Élete
Szerencsen nőtt fel, ahol már kisiskolás korában kiderült tehetsége. Együtt zenéltek Tóth Tiborral (a Hooligans gitárosa), később Csipa (Ördög Tibor, a Hooligans énekese) is csatlakozott hozzájuk. Ramses néven zenekart alapítottak, majd 1992 után Dance néven váltak egyre ismertté, ekkor már Budapesten. 
1996-ban Móricz Norbert basszusgitáros csatlakozott hozzájuk, és megalakult a Hooligans együttes. Egy évvel később, 1997-ben megjelent első lemezük Nem hall, nem lát, nem beszél címmel. Endi Havasi Balázzsal létrehozta a Drum & Piano Projectet. A Drum & Piano 2011 július 11-én mutatkozott be legelőször a világ egyik legjelentősebb tudományos konferenciáján, a TED Global-on. A két különleges egyéniség közös produkcióját, a Hangszerek Csatáját az elegáns koncerttermekben ugyanúgy álló tapssal fogadják, mint a legnagyobb tömegeket vonzó fesztiválokon.

## Külső hivatkozások
- http://hooligansweb.hu/